# 오니시 타케하루
오오니시 타케하루(일본어: 大西 健晴 おおにし たけはる[*]/Takeharu Onishi, 1970년 7월 8일 ~ )는 일본의 남자 성우다. 아트비전 소속 나라현 출신이다. 키는 174cm에다가 몸무게는 65kg이다. 혈액형은 O형이다.

## 인물
- 카츠다 성우학원에서 동기였던 타카기 와타루와 함께 극단 「아카삐라 클럽」의 창설에 참가한다. 현재도 주요 멤버로 활동하고 있다.

## 출연
- 굵은 글씨는 메인 캐릭터

## 텔레비전 애니메이션
- 1994년
  - 패왕대계 류나이트 - 드워프, 병사
- 1997년
  - 킨타이치 소년의 사건부 - 구급대원
  - 짱구는 못말려 1997년 - 디렉터, 핫초보리 형사, TV 목소리〈TV쇼핑 판매원〉, 마마 발레의 레프리, 슈퍼 모에기야의 점원 타
  - 포춘 퀘스트 L - 노루
- 1998년
  - 오 나의 여신님 작다는 것은 편리해 - 쿠로네코, 지로우타